# Bodnár Vivien
Bodnár Vivien (Karcag, 1975. február 12. –) magyar színésznő, énekesnő. 

## Életpályája
1975-ben született Karcagon. A szentesi Horváth Mihály Gimnázium drámatagozatán érettségizett. Érettségi után a Békéscsabai Jókai Színház stúdiósa volt. 1997-ben végzett a Nemzeti Színház stúdiójában, ahol 1994-től tanult. 1997–2001 között a Színház- és Filmművészeti Főiskola hallgatója volt. 2002–2006 között a székesfehérvári Vörösmarty Színház, 2006–2008 között a Veszprémi Petőfi Színház tagja volt. 2008-tól szabadúszó. Műsorvezetőként a Duna TV Kulisszatitkok című műsorát vezette, valamint szerepelt a Társulat című műsorban is (2007–2008).

## Fontosabb színházi szerepei
- Barabás (Molnár Ferenc: A Pál utcai fiúk – József Attila Színház)
- Magyar Benigna (Kovács Attila – Asztalos István: Kinizsi Pál – Pannon Várszínház)
- Felnőtt Margit (Rossa László – Bella István: Margit-passió – Pannon Várszínház)
- Vera (Fenyő Miklós – Tasnádi István: Made in Hungária – József Attila Színház)
- Lucia (Vajda Katalin – Valló Péter – Fábri Péter: Anconai szerelmesek – Vörösmarty Színház)
- Réka; Gizella (Szörényi Levente – Bródy János: István, a király – Magyar Színház)
- Ruth (Leonhard Frank – Pozsgai Zsolt – Walla Ervin: Jézus tanítványai – Vörösmarty Színház)
- Ágacska (Csukás István: Ágacska – Vörösmarty Színház)
- Fiatal Margot L (Verebes István: Remix, avagy három a nagylány – Vörösmarty Színház)
- Ilma (Vörösmarty Mihály: Csongor és Tünde – Vörösmarty Színház)
- Emília (Choderlos de Laclos – Réczei Tamás: Veszedelmes viszonyok – Vörösmarty Színház)
- Marika (Szomor György – Szurdi Miklós – Valla Attila: Diótörő és Egérkirály – Vörösmarty Színház)
- Gizella (Szörényi Levente – Bródy János: István, a király – Esztergomi Nyári Játékok)
- Roxie Hart (John Kander – Fred Ebb – Bob Fosse: Chicago – Vörösmarty Színház)
- Mária (Koltay Gergely – Kormorán zenekar: A Napba öltözött leány – Csíksomlyó)
- Hédi (Franz Schubert – Berté Henrik: Három a kislány – Veszprémi Petőfi Színház)
- Varvara (Alekszandr Nyikolajevics Osztrovszkij: Vihar – Veszprémi Petőfi Színház) KLÁRA (Ilja Katajev – Aldobolyi Nagy György: Bolond vasárnap – Veszprémi Petőfi Színház)
- Athalie (Jókai Mór – Másik Lehel – Vizeli Csaba: Az aranyember – Magyarock Dalszínház)
- Aldonza (Mitch Leigh – Joe Darion – Dale Wassermann: La Mancha lovagja – Magyar Színház)
- Hédi (Franz Schubert – Berté Henrik: Három a kislány – Gózon Gyula Kamaraszínház) ÍRISZ (Szabó Magda – Egressy Zoltán: Tündér Lala – Kolibri Színház)
- Günther Fanni, színésznő (Takács Tibor – Másik Lehel – Vizeli Csaba: Klapka – Magyarock Dalszínház)
- Éva (Dés László – Nemes István – Böhm György – Korcsmáros György – Horváth Péter: Valahol Európában – Csokonai Nemzeti Színház)
- Aldonza (Mitch Leigh – Joe Darion – Dale Wassermann: La Mancha lovagja – Békéscsabai Jókai Színház)
- Irma, Molnár László felesége (Másik Lehel – Vizeli Csaba: Fehérlaposok – Magyarock Dalszínház)
- Ági; Rozi (Bősze Csilla – Harsányi Gábor: Pesti srácok – Újpest Színház)
- I. Hölgy (Wolfgang Amadeus Mozart – Gulyás Levente – Szalma Dorotty: Varázsfuvola – Békéscsabai Jókai Színház)
- Kígyókirálylány (Kocsák Tibor – Pesty-Nagy Kati: Tűzrőlpattant Tündérország – Csokonai Nemzeti Színház)
- Aldonza (Mitch Leigh – Joe Darion – Dale Wassermann: La Mancha lovagja – Ódry Színpad)
- Francia királylány (William Shakespeare: Lóvátett lovagok – Várszínház Refektórium)
- (Ismeretlen szerep) (Spiró György: Ahogy tesszük – Várszínház Refektórium)
- Gáborné (Frank Wedekind: A tavasz ébredése – Nemzeti Színház)

## Filmes és televíziós szerepei
- …a szomszéd tehene (2024)
- Mintaapák (2021)
- A napba öltözött leány (2005)

## Album
- Magadat vállalni kellǃ (2009)[4]